# Resolució 2109 del Consell de Seguretat de les Nacions Unides
La Resolució 2109 del Consell de Seguretat de les Nacions Unides fou adoptada per unanimitat l'11 de juliol de 2013. El Consell va ampliar la Missió de les Nacions Unides al Sudan del Sud (UNMISS) durant un any, fins al 15 de juliol de 2014.
El Consell va assenyalar el retorn de la violència, especialment als estats de Jonglei i Unitat i la regió de Bahr al-Ghazal. Continuaven sent un problema les violacions dels drets humans i el saqueig pels grups armats i els serveis de seguretat, ja que el govern no estava en condicions de responsabilitzar als responsables. També hi va haver incidents regulars a la frontera entre Sudan i Sudan del Sud.
La UNMISS havia patit atacs que havien provocat la mort de 17 pacificadors, com els provocats el desembre de 2012 i l'abril de 2013. El Consell va instar al govern del sud de Sudan a capturar als autors.
Un cop ampliat el mandat de la UNMISS, es van centrar les seves prioritats en protegir la població i augmentar la seguretat, autoritzant-la a utilitzar tots els recursos necessaris per a aquest propòsit. Es va instar al Sudan de Sud a fer més per protegir la seva població i també a cooperar més intensament amb la força de pau. Es va exigir a totes les parts que abandonessin la violència contra la població.